# 365. brigada za civilne zadeve (ZDA)
365. brigada za civilne zadeve (izvirno angleško 365th Civil Affairs Brigade) je bila brigada za civilne zadeve Kopenske vojske Združenih držav Amerike.